# Засранка
#засранка — трагикомедия румынского режиссёра Андрея Хуцуляка, премьера которого состоялась на 43м ММКФ, и получивший главный приз этого кинофестиваля, «Золотой Георгий». Это первый полнометражный фильм режиссёра.
Сюжет фильма основывается на первом случае интернет-буллинга, когда-то состоявшемся в Сеульском метро, но перенесённым в румынские реалии. В вагоне поезда бухарестского метро нагадила собачка. Хозяйка собачки отказалась убирать за своим питомцем. Это фиксирует подросток на видеокамеру, кадры засранки сливаются в сеть, после чего и начинается череда комичных и трагичных событий.

## Критика
Как считает Алексей Коленский «Румынского режиссёра можно сравнить с волшебником-стеклодувом, который наполняет все перипетии, проживаемые героями, постоянно нагнетаемой атмосферой, проницающей мельчайшие детали быта. Он отыгрывает все достоверные варианты развития событий и выводит универсальную формулу — к чему все катится. Почти всегда румыны начинают с какого-то нелепого бытового анекдота, который, казалось бы, не имеет морали и смысла: со склоки, со слуха. И это раздувается до притчи о жизни всех людей во всем мире, об истории грехопадения и надежды на воскрешение»
По мнению Констанина Чалого «Фильм Хуцуляка не является произведением первого ряда уже и по румынским, в данный момент весьма высоким меркам, тем более по общеевропейским. Но невозможно отрицать, что московское жюри наградило работу максимально актуальную по тематике и яркую и доступную по способу изложения»
Как считает Илья Малашенков само «попадание в конкурсную программу Московского Международного румынской ленты „#засранка“ вызывал уместное удивление и сдержанный восторг».